# O Sławiańszczyźnie przed chrześcijaństwem
O Sławiańszczyźnie przed chrześcijaństwem – rozprawa autorstwa Zoriana Dołęgi-Chodakowskiego, opublikowana po raz pierwszy w 1818 roku w 5. numerze czasopisma „Ćwiczenia Naukowe”.

## Tło
W drugiej dekadzie XIX wieku Dołęga-Chodakowski, uciekając po dezercji z armii carskiej, zajmował się podróżami. W ich trakcie nawiązał kontakt z Adamem Czartoryskim, który to zdecydował się objąć opieką jego działalność naukową. Z jego polecenia, w celu badania zabytków po dawnych Słowianach, w 1817 roku udał się do Galicji, a konkretnie do Krakowa, gdzie prowadził poszukiwania w archiwach i bibliotekach. Starał się jednocześnie uzyskać dofinansowanie z Uniwersytetu Wileńskiego. W 1818 roku, namówiony przez Czartoryskiego, napisał w Sieniawie nad Sanem  rozprawę „O Sławiańszczyźnie przed chrześcijaństwem”, w której podsumował wyniki swoich dociekań.

## Treść
Czas przyszły wyjaśni tę prawdę, że od wczesnego polania nas wodą zaczęły się zmywać wszystkie cechy nas znamionujące, osłabiał w wielu naszych stronach duch niepodległy i kształcąc się na wzór obcy, staliśmy się na koniec sobie samym cudzymi.

Praca Zoriana Dołęgi-Chodakowskiego zaczyna się od refleksji nad wpływem przyjęcia chrześcijaństwa na tożsamość ludów słowiańskich – jego zdaniem, owo wydarzenie uczyniło Słowian „sobie samym cudzymi” przez wzgląd na przerwanie więzi pomiędzy pokoleniami oraz zohydzenie przedchrześcijańskiej kultury i historii. Dodaje do tego fakt wcielenia Słowiańszczyzny do ogólnoeuropejskiej kultury, w której nie było możliwości wytworzenia pełnoprawnej, słowiańskiej formacji kulturowej. Pisząc o słabnącym pod wpływem chrześcijaństwa „duchu niepodległym”, osadza on kwestię przywrócenia dawnych wierzeń i odzyskania własnej tożsamości w kontekście samostanowienia narodów słowiańskich .
W dalszej części nakreślił on program badań lingwistycznych (ze względu na ponadczasową zdolność języka do przechowywania treści kultury), a także etnograficznych i tych obejmujących herby szlacheckie, w których również zachowane zostały ślady dawnych wierzeń, tradycji i wydarzeń z dziejów Słowiańszczyzny . Tekst kończy się apelem o podjęcie badań archeologicznych w celu zabezpieczenia materialnych pozostałości dawnych dziejów , a jego główne przesłanie stanowi postulat konieczności powrotu do wiary rodzimej Słowian.

## Znaczenie
Zorian Dołęga-Chodakowski swoją rozprawą podważył istniejące wyobrażenia o korzyściach, jakie miało przynieść przyjęcie chrześcijaństwa w Polsce, a także uczynił się prekursorem późniejszych słowiańskich ruchów. Twierdził, że nowa religia zatarła charakterystyczne cechy Słowian oraz ich dorobek kulturowy, jednak elementy związane z poprzednimi wierzeniami przetrwały w kulturze ludowej i poprzez jej badanie na szeroką skalę możliwe stanie się duchowe odrodzenie narodu. Określił się w niej jako poganin, wzywając jednocześnie do powrotu do religii Słowian, tym samym zapisując się w historii jako pierwszy orędownik współczesnego rodzimowierstwa słowiańskiego. Jego wpływy były wyraźnie widoczne między innymi na przykładzie terminologii używanej przez Koło Czcicieli Światowida. Cytaty ze Sławiańszczyzny... znalazły się też w jednej z wersji creda Zrzeszenia Rodzimej Wiary oraz w Poszerzonym wyznaniu wiary późniejszej Rodzimej Wiary.
Praca Dołęgi-Chodakowskiego stanowiła źródło inspiracji dla wielu poetów doby romantyzmu (szczególnie po powstaniu listopadowym), którzy między innymi dzięki niemu mogli tworzyć nawiązania do rdzennej kultury ludów słowiańskich, przyczyniając się tym samym do wzmożonego zainteresowania ludowością i zaznajomienia polskich elit intelektualnych po raz pierwszy od wieków z koncepcjami mającymi swoje źródło w rodzimej kulturze niechrześcijańskiej. To z kolei przełożyło się na wzrost liczby prac naukowych i popularyzatorskich dotyczących wierzeń Słowian. Wśród osób, które inspirowały się Dołęgą-Chodakowskim, byli między innymi Adam Mickiewicz czy Józef Kraszewski, a w epoce Młodej Polski także Stanisław Witkiewicz czy Stanisław Wyspiański. Z inspiracji jego pracą powstały też czasopisma „Haliczanin” oraz „Ziewonia”, wydawane we Lwowie.
Sama Sławiańszczyzna... wznawiana była wielokrotnie i cieszy się uznaniem nie tylko w Polsce, ale też na Białorusi, Litwie czy Ukrainie.